# Tetragnatha boninensis
Tetragnatha boninensis este o specie de păianjeni din genul Tetragnatha, familia Tetragnathidae, descrisă de Okuma, 1981. Conform Catalogue of Life specia Tetragnatha boninensis nu are subspecii cunoscute.